# تپلک پهلواخرایی
تپلک پهلواُخرایی (نام علمی: Eugralla paradoxa) گونه‌ای پرنده از تیرهٔ  (Rhinocryptidae) است. این گونه در جنوب مرکزی شیلی و مجاور غرب آرژانتین یافت می‌شود.